# Desmond Harrington
Desmond Harrington  (ur. 19 października 1976 w Savannah) – amerykański aktor filmowy i telewizyjny.

## Życiorys

### Wczesne lata
Urodził w Savannah w stanie Georgia. Kiedy miał trzy lata razem z rodzicami przeniósł się do nowojorskiego Bronxu, skąd pochodziła jego matka. Jako dziecko wielokrotnie oglądał filmy, aż mógł zapamiętać ich kwestie. Po ukończeniu liceum prowadzonego przez jezuitów w Nowym Jorku, dostał się do jednego z college’ów na Manhattanie, jednak po sześciu tygodniach został wyrzucony z uczelni. Z poczuciem braku ukierunkowania, chwytał się różnych zajęć – był między innymi specjalistą od architektury krajobrazu, pracował w firmie maklerskiej, a także jako barman i robotnik budowlany. W międzyczasie rozpoczął pobierać lekcje aktorstwa pod kierunkiem Johna Strasberga. Podczas szlifowania swojego rzemiosła i przesłuchań do drobnych ról w filmie i telewizji, Harrington podjął dorywcze prace, aby się utrzymać.

### Kariera
Debiut filmowy Desmonda to ekranizacja losów Joanny d’Arc, autorstwa Luca Bessona (1999). W tym historycznym filmie Desmond pojawił się u boku Dustina Hoffmana, Milli Jovovich i Faye Dunaway. W 2001 roku wystąpił w brytyjsko-amerykańskiej koprodukcji Bunkier (The Hole), gdzie towarzyszył znanej z American Beauty (1999) aktorce Thorze Birch, Keirze Knightley, Laurence'owi Foksowi i Embeth Davidtz. W 2002 roku zagrał jedną z pierwszoplanowych ról w dreszczowcu Steve’a Becka Statek widmo (Ghost Ship), produkowanym przez Roberta Zemeckisa. Znalazł się też na mało przychylnej liście najbardziej sepleniących aktorów, organizowanej przez telewizyjną stację E!. Rok później pojawił się w komediowym filmie grozy Obiekt pożądania (Love Object) jako niezrównoważony samotnik Kenneth Winslow. Za rolę w tej produkcji został wyróżniony nagrodą dla najlepszego aktora na Malaga International Week of Fantastic Cinema. Niedługo potem wystąpił w wyświetlanym w Polsce jako Zły skręt horrorze Drodze bez powrotu (Wrong Turn, 2003); przez wielu fanów film uznawany jest za najistotniejszy w karierze Harringtona. 
W 2006 aktor pojawił się w serialu stacji ABC Klan Walkerów (Sons & Daughters; drugie serialowe doświadczenie Desmonda, po wyprodukowanym przez Stevena Spielberga Taken) oraz w niezależnej komedii Szampańskie życie (Bottoms Up). W latach 2008 - 2013 jako detektyw Joey Quinn pojawiał się w serialu stacji Showtime Dexter. 

## Filmografia
- Not Since You (2009) − Sam

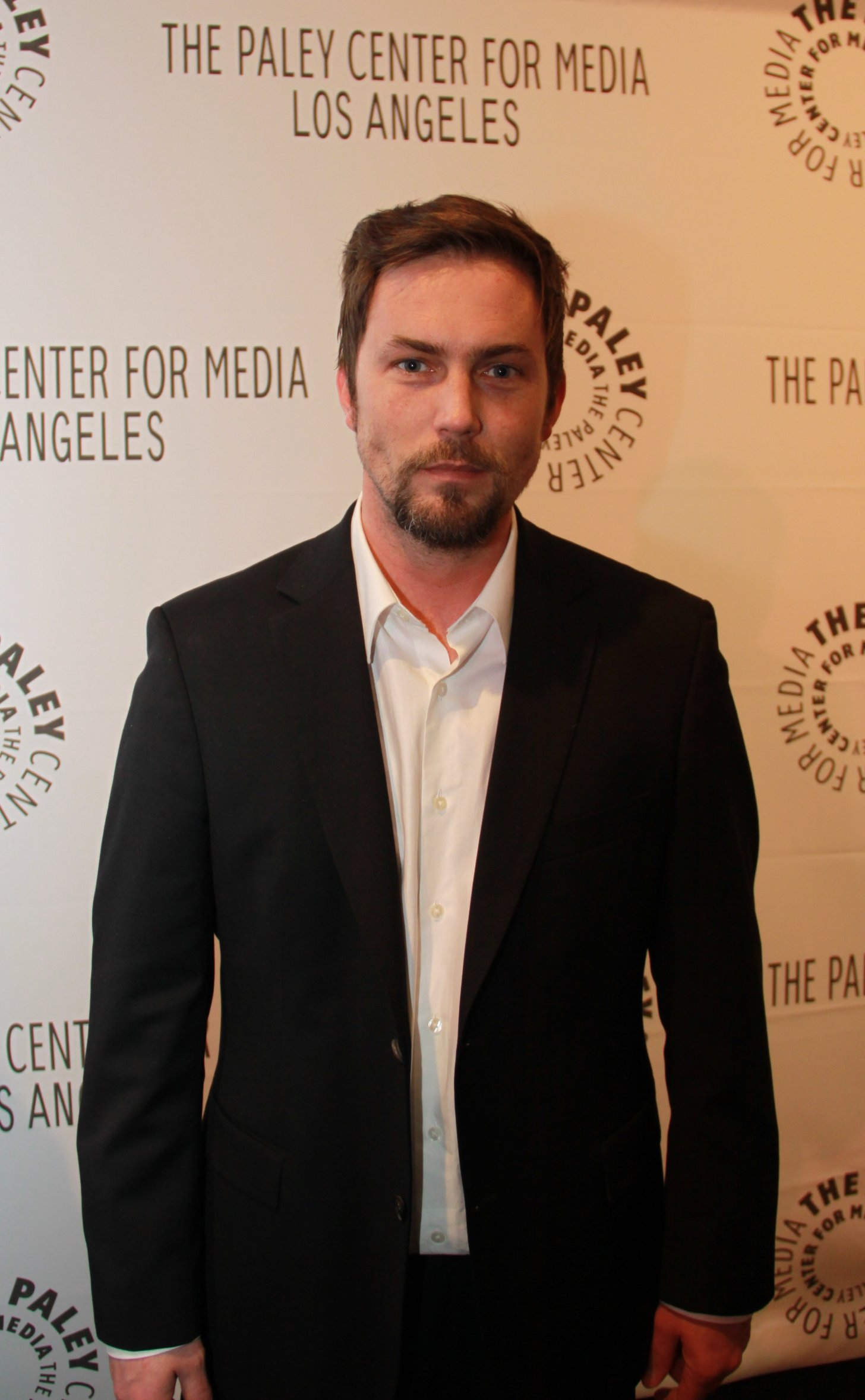
Desmond Harrington podczas imprezy PaleyFest2010 − Saban Theatre, 4 marca 2010 r.

- Life Is Hot in Cracktown (2009) – Benny
- Plotkara (2008−2012, Gossip Girl) – Jack Bass
- Dexter (2008−2013) – detektyw Joey Quinn
- TiMER (2008) – Dan
- The Hill (2008) – Sam
- Droga ucieczki (2008, Exit Speed) – Sam Cutter
- Wołanie o pomoc (2007, Rescue Me) – Troy
- Fort Pit (2007) – Mike Sokeletski
- Uprowadzeni (2006, Kidnapped) – Kenneth Cantrell
- Prawo i porządek: Zbrodniczy zamiar (2006, Law & Order: Criminal Intent) – Tim Rainey
- Taphephobia (2006) – Mike Hollister
- Klan Walkerów (2006–2007, Sons & Daughters) – Wylie Blake
- Szampańskie życie (2006, Bottoms Up) – Rusty
- Trzeci kierunek (2004, 3-Way) – Ralph Hagen
- Obława (2003–2004, Dragnet) – detektyw Jimmy McCarron
- Droga bez powrotu (2003, Wrong Turn) – Chris Flynn
- Obiekt pożądania (2003, Love Object) – Kenneth Winslow
- Byliśmy żołnierzami (2002, We Were Soldiers) – Bill Beck
- Life Makes Sense If You're Famous (2002) – Jay
- Statek widmo (2002, Ghost Ship) – Jack Ferriman
- Wybrańcy obcych (2002, Taken) – dorosły Jesse Keys
- Chłopaki mojego życia (2001, Riding In Cars With Boys) – Bobby
- Mój pierwszy książę (2001, My First Mister) – Randy Harris Jr.
- Bunkier (2001, The Hole) – Mike Steel
- Drop Back Ten (2000) – Spanks Voley
- Massholes (2000) – Bing
- Ryzyko (2000, Boiler Room) – Marlin Trainee
- Joanna d’Arc (1999, Messenger: The Story Of Joan Of The Arc) – Aulon